# Olmo (Francia)
Olmo (in corso L'Olmu) è un comune francese di 202 abitanti situato nel dipartimento dell'Alta Corsica nella regione della Corsica.

## Società

### Evoluzione demografica
Abitanti censiti